# Enoch Sontonga
Enoch Mankayi Sontonga (1873 – 18. dubna 1905) byl jihoafrický učitel, skladatel Nkosi Sikelel 'iAfrika.
Pocházel z lidu Xhosů. Narodil se v Uitenhage v tehdejší Kapské kolonii. Vystudoval Lovedale Institution, poté pracoval na metodistické misijní škole poblíž Johannesburgu. V roce 1897 napsal se svými studenty první verš Nkosi Sikelel 'iAfrika (později k ní také složil hudbu). V roce 1912 byla tato píseň zpívána na prvním národním kongresu jihoafrických domorodců. V roce 1994 se stala hymnou Jižní Afriky (spolu s Die Stem van Suid Afrika).
Sontonga byl pohřben v Johannesburgu.

## Soukromý život
Sontonga se oženil s Dianou Mngqibisa a měli syna. Jeho žena zemřela v roce 1929.